# Sophie Milman
Pour les articles homonymes, voir Milman.
Sophie Milman (née en 1983 en Russie,) est une chanteuse de jazz qui habite au Canada.

## Biographie

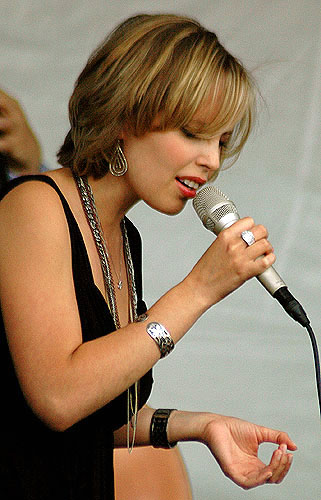
Sophie Milman en mai 2008.

Après avoir émigré de la Russie au début des années 1990, Sophie Milman, d'origine juive,, a passé la majeure partie de sa jeunesse en Israël où elle écoutait régulièrement du jazz. Son album est sorti le 12 octobre 2004 au Canada via Linus Entertainment et en 2006 aux États-Unis via Koch Records.
Elle a gagné le prix Juno en 2008 pour l'album jazz de l'année (Make Someone Happy).
En 2012, Sophie Milman fait des études commerciales à l'université de Toronto.
Sophie Milman est l'épouse de l'avocat, professeur et musicien Casey Chisick, qui est aussi le producteur exécutif des albums Make Someone Happy (2007) et Take Love Easy (2009), tout comme de son DVD de concert Live in Montreal (2008),,.

## Discographie
- 2004 : Sophie Milman
- 2007 : Live at the Winter Garden Theatre
- 2007 : Make Someone Happy
- 2008 : Live In Montreal
- 2009 : Take Love Easy
- 2011 : In the Moonlight
- 2018 : Yiddish Glory: The Lost Songs of World War II